# Simargl
Simargl ist ein Gott der slawischen Mythologie. Nach der Nestorchronik war er neben Perun, Dažbog, Chors, Stribog und Mokosch einer der Hauptgötter, denen Fürst Vladimir I. in Kiew Standbilder errichten ließ. Laut dem antiheidnischen Traktat Slovo nekojego christoljubca handelt es sich dagegen um zwei Götter mit den Namen Sim und Rgl.
Seine Zuständigkeit ist unbekannt. Etymologische Vergleiche bringen ihn mit dem persischen Fabelwesen Simurgh in Verbindung, eine weitere Deutung leitet seinen Namen aus den slawischen Wörtern semja (Familie) und Rž (Roggen) ab und schreibt ihm die Funktion eines Beschützer des Viehs und der Ernte zu.
Auf silbernen Armringen aus Kiew des 11. bis 13. Jahrhunderts, die Simargl darstellen sollen, hatte er das Aussehen eines Hundes mit dem Kopf und den Flügeln eines Greifs.